# 汉拿·布克沙尼
汉拿·布克沙尼（阿拉伯語：حلا البوكساني，2000年7月30日—），阿尔及利亚女子羽毛球運動員。

## 簡歷
2017年9月，汉拿·布克沙尼出戰埃塞俄比亞羽毛球國際賽，與琳达·马扎里合作拿得女子雙打比賽亞軍。

## 主要比賽成績
只列出曾進入準決賽的國際賽事成績：
| 年份   | 賽事                         | 公開賽級別 | 項目     | 拍檔            | 成績   |
| ------ | ---------------------------- | ---------- | -------- | --------------- | ------ |
| 2017年 | 埃塞俄比亞羽毛球國際賽       | 國際系列賽 | 女子雙打 | 琳达·马扎里     | 亞軍   |
| 2017年 | 埃及羽毛球國際賽             | 國際系列賽 | 女子雙打 | 琳达·马扎里     | 準決賽 |
| 2017年 | 摩洛哥羽毛球國際賽           | 國際系列賽 | 女子雙打 | 琳达·马扎里     | 準決賽 |
| 2018年 | 阿爾及利亞羽毛球國際賽       | 未來系列賽 | 女子單打 | －              | 冠軍   |
| 2018年 | 阿爾及利亞羽毛球國際賽       | 未來系列賽 | 女子雙打 | 琳达·马扎里     | 亞軍   |
| 2018年 | 阿爾及利亞羽毛球國際賽       | 未來系列賽 | 混合雙打 | 斯费丁·拉尔巴奥 | 準決賽 |
| 2018年 | 全非洲羽毛球男女子團體錦標賽 | 其他       | 女子團體 | －              | 季軍   |
| 2018年 | 非洲羽毛球錦標賽             | 其他       | 女子雙打 | 琳达·马扎里     | 季軍   |
| 2018年 | 烏干達羽毛球國際賽           | 國際系列賽 | 女子雙打 | 琳达·马扎里     | 準決賽 |
| 2019年 | 非洲運動會羽毛球比賽         | 其他       | 混合團體 | －              | 銀牌   |
| 2019年 | 阿爾及利亞羽毛球國際賽       | 國際系列賽 | 混合雙打 | M·A·貝拉爾比    | 準決賽 |
| 2019年 | 喀麥隆羽毛球國際賽           | 國際系列賽 | 女子雙打 | 琳达·马扎里     | 準決賽 |
| 2019年 | 喀麥隆羽毛球國際賽           | 國際系列賽 | 混合雙打 | 斯費丁·拉爾巴奧 | 準決賽 |
| 2020年 | 全非洲羽毛球男女子團體錦標賽 | 其他       | 女子團體 | －              | 亞軍   |
| 2021年 | 全非羽毛球錦標賽             | 其他       | 混合團體 | －              | 亞軍   |
| 2023年 | 埃及羽毛球國際賽             | 國際系列賽 | 女子雙打 | 塔妮娜·馬邁里   | 準決賽 |
| 2024年 | 全非洲羽毛球男女子團體錦標賽 | 其他       | 女子團體 | －              | 季軍   |
| 2024年 | 非洲運動會羽毛球比賽         | 其他       | 女子雙打 | 塔妮娜·馬邁里   | 銀牌   |
| 2024年 | 阿爾及利亞羽毛球國際賽       | 國際系列賽 | 女子雙打 | 塔妮娜·馬邁里   | 準決賽 |
| 2025年 | 全非洲羽毛球混合團體錦標賽   | 其他       | 混合團體 | －              | 冠軍   |

| 2007-2017年 | 首要超級賽 | 超級賽 | 黃金大獎賽 | 大獎賽 | 國際挑戰賽 | 國際系列賽 | 未來系列賽 | 其他 |

| 2018-2026年 | 總決賽 | 超級1000賽 | 超級750賽 | 超級500賽 | 超級300賽 | 超級100賽 | 國際挑戰賽 | 國際系列賽 | 未來系列賽 | 其他 |

### 奧運會和世錦賽參賽紀錄
|          | 搭檔        | 2018 |
| -------- | ----------- | ---- |
| 女子雙打 | 琳达·马扎里 | 32強 |